# Cometes de Casesnoves
Les Cometes de Casesnoves és una coma que es troba dins el terme municipal de la Vall de Boí, a l'Alta Ribagorça, i dins Parc Nacional d'Aigüestortes i Estany de Sant Maurici.

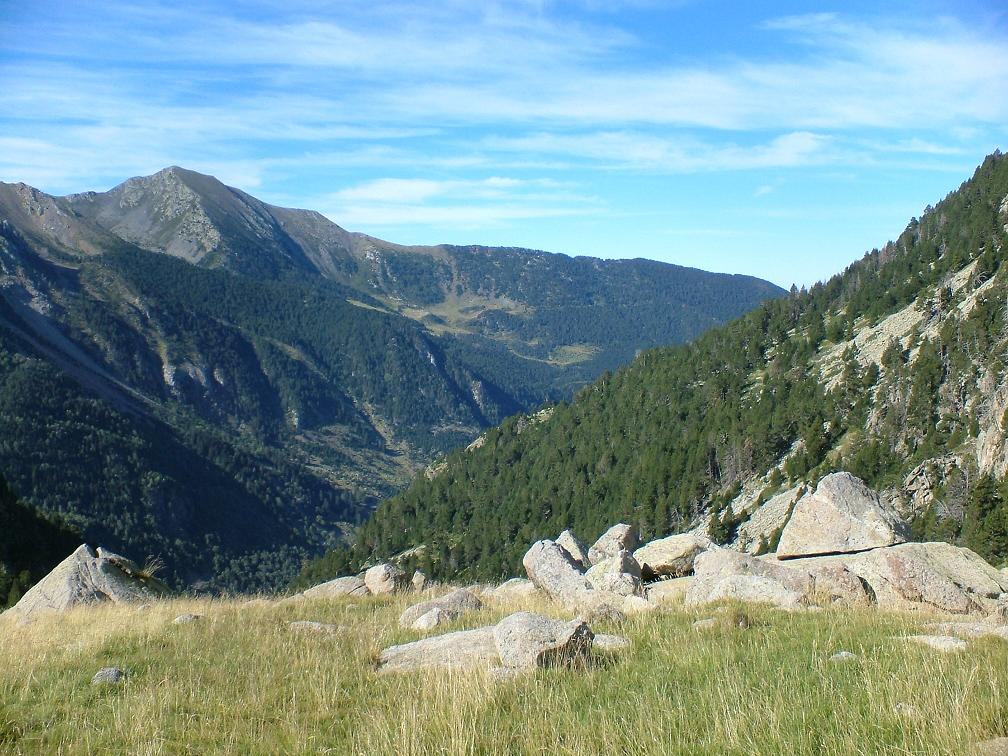
Tuc de la Comamarja, vist des de la Vall de Sarradé (Imatge amb anotacions)

El nom prové «del llatí casas novas, cabanes noves». Per haver sigut una «zona plena de pletius, pletes i cabanes».
Es troben per sota de la cara nord-oriental del Tuc de la Comamarja (2.562,1 m), limitades pel nord per la Serra de Casesnoves, per l'est per la carena que, estenent-se en direcció nord, formen: el Cap de les Cometes (2.681,4 m), la Collada Barrada (2.609,5 m), el Bony Negre (2.724,1 m), la Collada del Bony Blanc (2.625,5 m) i el Bony Blanc (2.755,7 m); i pel nord-est per la Serrat del Comptador: es troben les Cometes de Casesnoves, que davallen cap al nord-oest per trobar els Pletius. El Barranc de Casesnoves, que neix a les Cometes, continua, flanquejat per la dreta pel Serrat del Comptador, cap al nord-oest per trobar el Riu de Sant Nicolau.